# Кривченко, Александр Иванович
Александр Иванович Кривченко (10 октября 1941 — 18 апреля 2021) — советский и российский физиолог, специалист в области сравнительной физиологии кровообращения и дыхания, член-корреспондент РАН (2008).

## Биография
Родился 10 октября 1941 года в Зерносовхозе им. Электрозавода Новосергиевского района Оренбургской области.
В 1963 году окончил Оренбургский государственный педагогический институт по специальности физика.
Заместитель директора и заведующий Лабораторией сравнительной физиологии дыхания (с 1986 года) Института эволюционной физиологии и биохимии имени И. М. Сеченова РАН.
В 2008 году избран членом-корреспондентом РАН.

## Научная деятельность
Занимался проблемой развития регуляторных механизмов кровоснабжения головного мозга в филогенезе позвоночных. Им были выявлены закономерности и особенности становления в эволюции роли миогенной, гуморально-метаболической и нейрогенной составляющей этих механизмов. Исследование механизма ауторегуляции у амфибий, рептилий, птиц и млекопитающих позволило сформулировать положение об этапах развития ауторегуляции у позвоночных в процессе эволюции.
Им обосновано положение о том, что развитие системы регуляции мозгового кровообращения шло по пути относительного обособления мозгового кровотока от резких колебаний артериального давления, гомеостатирования рО2 и рСО2 в нервной ткани и приспособления церебральной гемоциркуляции к особенностям структурно-функциональной организации головного мозга, к специфике пространственно-временного функционирования нейродинамических процессов. При сравнительном исследовании липидного состава мембран органов внешнего дыхания позвоночных Кривченко А. И. выявил роль жирных кислот в усилении движения протонов через мембрану и, следовательно, в увеличении интенсивности дыхания. При изучении механизмов нейротоксического действия глутамата на нейроны коры головного мозга показано, что апоптоз при избирательной активации NMDA и AMPA/KA-рецепторов развивается посредством активации различных внутриклеточных каскадов трансдукции нейротоксического сигнала. В случае NMDA-рецепторов индукция апоптоза идет без участия каспаз за счет прямого действия апоптоз-индуцирующего фактора (AIF) на ядра нейронов. Им разработаны и внедрены в практику комплексы для неинвазивной оценки уровня резервных возможностей и биологического возраста человека, для исследования кинетики активации и агрегации тромбоцитов.
Автор 120 статей, 5 монографий, 7 патентов.
Заместитель главного редактора «Журнала эволюционной биохимии и физиологии», член редколлегии журнала «Биосфера».
Под его руководством были защищены три докторские и девять кандидатских диссертаций.

## Награды
- Заслуженный работник здравоохранения Российской Федерации (2005)[7]